# Franz Pfnür
Franz Xaver Pfnür (ur. 21 listopada 1908 w Au, obecnie część Berchtesgaden, zm. 21 września 1996 w Berchtesgaden) – niemiecki narciarz alpejski, mistrz olimpijski oraz trzykrotny medalista mistrzostw świata.

## Kariera
Największe sukcesy w karierze Franz Pfnür osiągnął w 1934 roku, kiedy podczas mistrzostw świata w Sankt Moritz w trzech startach wywalczył trzy medale. Najpierw zajął drugie miejsce w biegu zjazdowym, w którym lepszy o 7,6 sekundy okazał się David Zogg ze Szwajcarii. Następnie zwyciężył w slalomie, wyprzedzając Zogga o 1,7 sekundy i jego rodaka, Williego Steuriego o 1,9 sekundy. Wyniki te dały mu także srebrny medal w kombinacji, w której na podium rozdzielił Davida Zogga i kolejnego Szwajcara, Heinza von Allmena. Dwa lata później Pfnür wystartował na igrzyskach olimpijskich w Garmisch-Partenkirchen. Po zjeździe do kombinacji zajmował drugie miejsce, tracąc do prowadzącego Birgera Ruuda z Norwegii 4,4 sekundy. W slalomie okazał się najlepszy i zwyciężył w kombinacji, wyprzedzając swego rodaka, Gustava Lantschnera oraz Émile’a Allaisa z Francji.
W 1937 roku Pfnür wstąpił do SS i został skierowany do Głównego Urzędu Rasy i Osadnictwa SS. W czasie II wojny światowej został poważnie ranny. Po zakończeniu wojny nie poniósł konsekwencji udziału w zbrodniach nazistowskich.

## Osiągnięcia

### Igrzyska olimpijskie
| Miejsce | Dzień    | Rok  | Miejscowość            | Konkurencja | Czas biegu | Strata | Zwycięzca |
| ------- | -------- | ---- | ---------------------- | ----------- | ---------- | ------ | --------- |
| 1.      | 9 lutego | 1936 | Garmisch-Partenkirchen | Kombinacja  | 99,25 pkt  | –      | –         |

### Mistrzostwa świata
| Miejsce | Dzień     | Rok  | Miejscowość  | Konkurencja | Czas biegu | Strata      | Zwycięzca     |
| ------- | --------- | ---- | ------------ | ----------- | ---------- | ----------- | ------------- |
| 19.     | 8 lutego  | 1933 | Innsbruck    | Zjazd       | 5:07,0     | +54,4       | Walter Prager |
| 17.     | 9 lutego  | 1933 | Innsbruck    | Slalom      | 2:29,9     | +35,1       | Anton Seelos  |
| 18.     | 9 lutego  | 1933 | Innsbruck    | Kombinacja  | 96,150 pkt | -13,110 pkt | Anton Seelos  |
| 2.      | 15 lutego | 1934 | Sankt Moritz | Zjazd       | 4:27,2     | +7,6        | David Zogg    |
| 1.      | 17 lutego | 1934 | Sankt Moritz | Slalom      | 1:49,0     | –           | –             |
| 2.      | 17 lutego | 1934 | Sankt Moritz | Kombinacja  | 99,23 pkt  | -0,62 pkt   | David Zogg    |